# Lu Seegers
Lu Seegers (* 17. Januar 1968 in München) ist eine deutsche Historikerin und Kulturmanagerin.
Lu Seegers wuchs in Stadthagen auf, studierte 1987 bis 1994 Geschichte und Politik an der Leibniz Universität Hannover und wurde im Jahr 2000 dort promoviert mit der Dissertation Rundfunk, Technik und Familie. Die Programmzeitschrift HÖR ZU! und ihre Vorläufer (1931–1965). Von 2000 bis 2002 war sie wissenschaftliche Mitarbeiterin im Forschungsprojekt der VW-Stiftung „Stadt und Diktatur. Zum Verhältnis von urbaner Kultur und Herrschaftssystem im Deutschland der 1930er und 1960er Jahre“ am Historischen Seminar der Universität Hannover, 2003 bis 2008 am Sonderforschungsbereich „Erinnerungskulturen“ der Justus-Liebig-Universität Gießen. 2002 war sie DAAD Visiting Professor an der University of Massachusetts, Amherst, USA.
Von 2009 bis 2013 arbeitete sie als wissenschaftliche Mitarbeiterin im Forschungskolleg „Nationalsozialistische ‚Volksgemeinschaft‘? Konstruktion, gesellschaftliche Wirkungsmacht und Erinnerung vor Ort“ der Universität Hannover, habilitierte sich 2011 an der Universität Hamburg und vertrat Lehrstühle an der Humboldt-Universität Berlin, der Universität Konstanz und der Bergischen Universität Wuppertal. Von 2013 bis 2016 war sie wissenschaftliche Mitarbeiterin der Forschungsstelle für Zeitgeschichte in Hamburg. Seit Juli 2016 ist sie Geschäftsführerin der Schaumburger Landschaft.

## Schriften (Auswahl)
Monografien
- Hör zu! Eduard Rhein und die Rundfunkprogrammzeitschriften (1931–1965) (= Veröffentlichungen des Deutschen Rundfunkarchivs. Band 34). Verlag für Berlin-Brandenburg, Potsdam 2001, ISBN 3-935035-26-8. (2. Auflage 2003).
- „Vati blieb im Krieg“. Vaterlosigkeit als generationelle Erfahrung im 20. Jahrhundert – Deutschland und Polen (= Göttinger Studien zur Generationsforschung. Band 13). Wallstein Verlag, Göttingen 2013, ISBN 978-3-8353-1251-7.

Herausgeberschaften
- mit Daniela Münkel: Medien und Imagepolitik im 20. Jahrhundert. Deutschland – Europa – USA. Campus-Verlag, Frankfurt am Main u. a. 2008, ISBN 978-3-593-38756-7.
- mit Jürgen Reulecke: Die „Generation der Kriegskinder“. Historische Hintergründe und Deutungen. Psychosozial-Verlag, Gießen 2009, ISBN 978-3-89806-855-0.
- Erinnerungen Schaumburger Familien. Lebensgeschichten im 20. Jahrhundert. Verlag für Regionalgeschichte, Bielefeld 2009, ISBN 978-3-89534-758-0.
- Hot Stuff. Gender, Popkultur und Generationalität in West- und Osteuropa nach 1945 (= Göttinger Studien zur Generationsforschung. Band 19). Wallstein Verlag, Göttingen 2015, ISBN 978-3-8353-1743-7.
- Reichtum in Deutschland: Akteure, Räume und Lebenswelten im 20. Jahrhundert. Wallstein Verlag, Göttingen 2019. ISBN 978-3-8353-3409-0.
- 1968. Gesellschaftliche Nachwirkungen auf dem Lande. Wallstein Verlag, Göttingen 2020, ISBN 978-3-8353-3457-1.
- mit Frank Werner und Stefan Brüdermann: Geschichte Schaumburgs in 30 Objekten (= Kulturlandschaft Schaumburg, Band 26), Göttingen 2021.